# Держава Ільдегізідів
Держава Ільдегізідів або Держава атабеків (1136 —1225 роки) — держава на Кавказі та Північному Ірані, що утворилася внаслідок кризи Сельджуцької імперії. Припинила існування після поразки від військ хорезмшаха Джелал ад-Діна Манкбурну.

## Історія
Засновником держави став кипчак-мамелюк Шамс ад-Дін Ільдегіз. Його піднесення в ієрархії припало на занепад Сельджуцької імперії, внаслідок чого 1118 року утворився Іракський султанат. Посилення Ільдегіза серед військових султанату тривало протягом 1120-х років. У 1136 році отримав як ікту область Арран, що стала основою майбутніх володінь. З цього часу відраховують утворення держави Ільдегізідів.
Спочатку вона існувала як частина Іракського султанату. Боротьба за самостійність від султанів тривала до 1161 року, коли трон посів Арслан-шах. Шамс ад-Дін Ільдегіз став фактичним правителем султанату з титулом Великий атабек. Це дозволило йому збільшити власну територію та статки. У 1171 році поширив вплив на Керманський султанат.
Справу батька продовжив старший син Мухаммед Джахан Пахлаван, який переніс резиденцію до Гамадану. Водночас зумів приборкати заколоти місцевих емірів. Втім не усунув загрозу розпаду Іракського султанату, що тепер тримався лише на авторитеті Ільдегізідів.

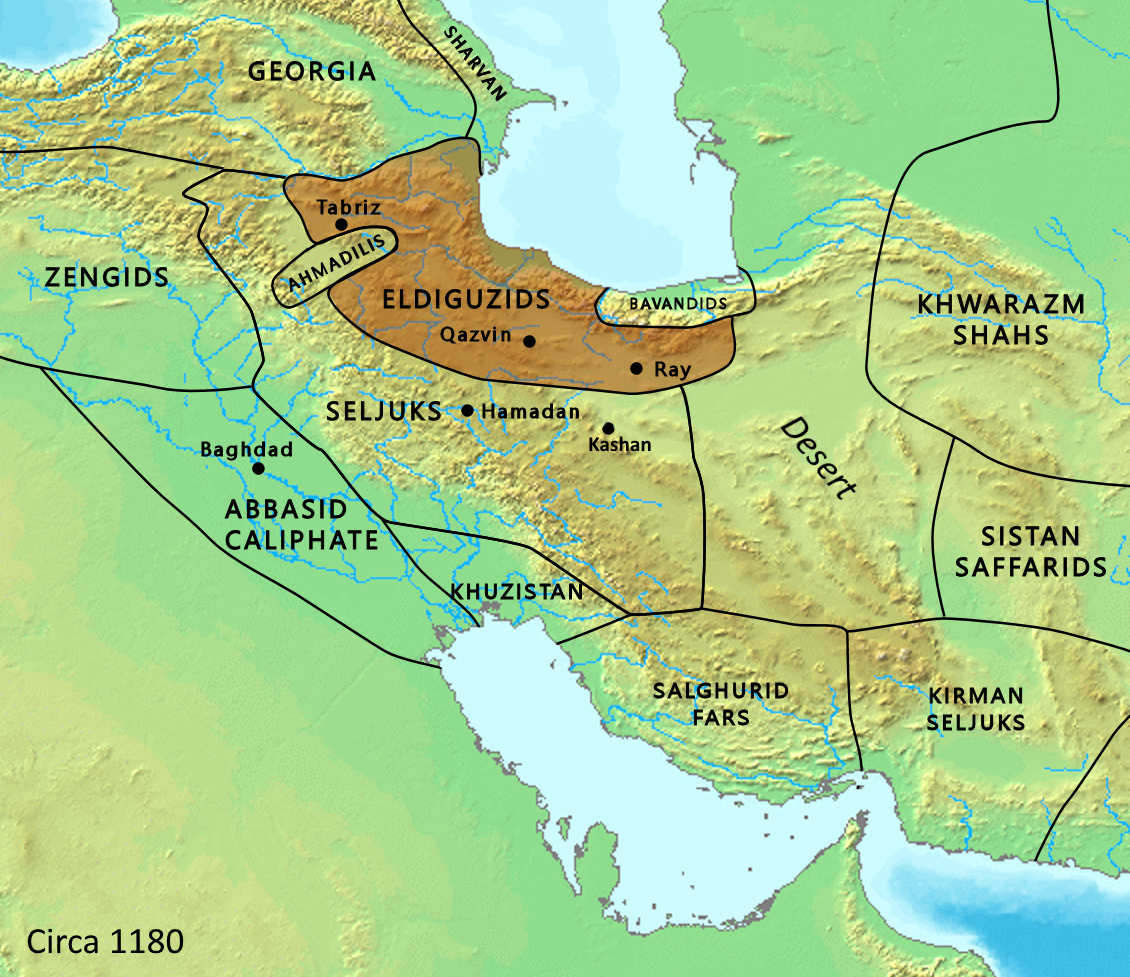
Держава Ільдегізідів у 1180 році

Фактичну владу в султанаті наступний атабек Кизил Арслан вирішив формалізувати, оголосивши 1191 року себе султаном. Столицею став Тебріз. Але невдовзі Кизил Арслан був вбитий.
Після цього почалася боротьба за трон між його небожами Абу-Бакром, Амараном Умаром і Кутлуг-Інандж Махмудом. Цим скористався повалений султан Тогрул III, Грузинське царство, держава Хорезмшахів та Багдадський халіфат. В результаті Іракський султанат фактично розпався, а Держава Ільдегізідів втратила низку володінь на півночі. До 1210 року територія держави охоплювала лише Іранський Азербайджан.
1225 року останнього атабека Узбека було повалено військами хорезмшаха Джелал ад-Діна Манкбурну.

## Державний устрій
На чолі стояв атабек (згодом відомий як Великий атабек). Зберігалася ієрархія сановників та військовиків, характерна для Сельджуцької імперії. Провінції і області керувалися емірами, призначеними атабеками.
До складу держави входили васальні держави (Марага, Зенджан, Сараб, еміри Фарсу, Держава Ширваншахів) на чолі зі своїми правителями (колишні васали Іракського султанату стали тепер васалами Великих атабеків). Вони повинні були надавати війська та сплачувати данину.

## Економіка
За підрахунками щорічний дохід становив 25 млн динарів (відповідно до курсу 2016 року — 280,5 млн доларів США). Ці кошти враховані без данини з васальних земель та низки податків. Скарбниця розташовувався в Нахічевані та фортеці Сірр-Джахан (поблизу Рея).
Тривала стабільність у державі сприяла розвитку міст Тебріза, Нахічевані, Гянджі, що стали важливими центрами ремесел та торгівлі. Було розвинене сільське господарство (вирощували у великих кількостях пшеницю, ячмінь і рис), садівництво, ткацтво, гончарство, шовківництво, виготовлення посуду, ювелірних виробів та порцеляни, деревообробка і металообробка. Важливими статтями експорту були килими та шовкові тканини, а також шовк-сирець, вовна і бавовна.

## Культура
Атабеки були покровителями перської культури, зокрема літератури. Особливо уславилися великі атабеки Джахан Пахлава і Кизил Арслан. В цей час творили Нізамі та Мехсеті.